# Paweł Maciejewicz
Paweł Maciejewicz (ur. 29 stycznia 1980 w Gorzowie Wielkopolskim) – polski siatkarz.  W sezonie 2009/2010 grał na pozycji atakującego w polskim klubie AZS Politechnika Warszawska. Aktualnie gra w trzecioligowym klubie UKS ŻAK Krzeszyce.

## Kluby
- Stilon Gorzów Wielkopolski (2000–2001)
- Skra Bełchatów (2001–2009)
- AZS Politechnika Warszawska (2009–2010)
- Rajbud GTPS Gorzów Wielkopolski (2010)
- UKS ŻAK Krzeszyce (2014 -   )

## Sukcesy
- Wicemistrzostwo Polski ze Stilonem Gorzów (2000)
- 3. miejsce w Mistrzostwach Polski ze Skrą Bełchatów (2002)
- Finalista Pucharu Polski ze Skrą Bełchatów (2004)
- Mistrzostwo Polski ze Skrą Bełchatów (2005, 2006, 2007, 2008, 2009)
- Puchar Polski ze Skrą Bełchatów (2005, 2006, 2007, 2009)
- 3. miejsce w Lidze Mistrzów ze Skrą Bełchatów (2008)